# 手紙 〜愛するあなたへ〜
「手紙 〜愛するあなたへ〜」（てがみ あいするあなたへ）は、藤田麻衣子の9枚目のシングル。2013年6月12日にMW RECORDSから発売された。

## 概要
両親への感謝の気持ちを率直に伝える歌詞の曲となっている。
気持ち良く泣く事で心身をリフレッシュする為のイベント「涙活」での定番の曲となっている。
曲を作る際に藤田はいくつものパターンの歌詞を書いてはみたももの、どれもしっくり来ず、名古屋の実家で自分の小さい頃のアルバムを見せてもらいながら話を聞き、ようやく書き上げる事ができた。

## 収録曲
全作詞・作曲：藤田麻衣子
1. 手紙 〜愛するあなたへ〜 (5:05)
2. 忘れた恋の始め方 (5:28)
3. 高鳴る（Studio Live Ver.）
4. 手紙 〜愛するあなたへ〜（instrumental）
5. 忘れた恋の始め方（instrumental）

## カバー
手紙 〜愛するあなたへ〜
- クリス・ハート - 2014年6月25日発売のアルバム『Heart Song II』に収録。
- 高槻やよい（仁後真耶子） - 2020年8月5日発売のアルバム『THE IDOLM@STER MASTER ARTIST 4 03 高槻やよい』に収録。